# Municipio de Steamboat River
El municipio de Steamboat River (en inglés: Steamboat River Township) es un municipio ubicado en el condado de Hubbard en el estado estadounidense de Minnesota. En el año 2010 tenía una población de 126 habitantes y una densidad poblacional de 1,35 personas por km².

## Geografía
El municipio de Steamboat River se encuentra ubicado en las coordenadas 47°7′2″N 94°44′38″O / 47.11722, -94.74389. Según la Oficina del Censo de los Estados Unidos, el municipio tiene una superficie total de 93.27 km², de la cual 89,33 km² corresponden a tierra firme y (4,22 %) 3,93 km² es agua.

## Demografía
Según el censo de 2010, había 126 personas residiendo en el municipio de Steamboat River. La densidad de población era de 1,35 hab./km². De los 126 habitantes, el municipio de Steamboat River estaba compuesto por el 91,27 % blancos, el 3,97 % eran amerindios, el 0,79 % eran isleños del Pacífico y el 3,97 % eran de una mezcla de razas. Del total de la población el 0,79 % eran hispanos o latinos de cualquier raza.